# Plebejski tribun
Plebejski, pogosto napačno ljudski tribun (latinsko tribvnvs plebis), je bil prvi politični položaj v Rimski republiki, odprt za plebejce, in bil skozi celo zgodovino republike najpomembnejši organ za nadzor oblasti rimskega senata in magistratov. Plebejski tribuni so imeli pooblastila sklicati in predsedovati concilium plebis (svet plebejcev), sklicati senat, predlagati zakone in v imenu plebejcev posredovati v pravnih zadevah. Njihova največja moč je bila veto na predloge in odločitve konzulov in drugih magistratov, s čimer so se ščitili interesi plebejcev kot družbenega razreda. Plebejski tribuni so bili nedotakljivi, se pravi da se je vsak napad nanje lahko kaznoval s smrtno kaznijo. V obdobju cesarstva so bile pristojnosti tribunata samoumevno podeljene cesarju, sam položaj pa je izgubil neodvisnost in večino svojih funkcij. Navada je bila, da so tribuni vsak dan sedeli na tribunskih klopeh na Forumu Romanum.

## Ustanovitev tribunata
Petnajst let po izgonu zadnjega rimskega kralja in ustanovitvi Rimske republike so bili plebejci obremenjeni z uničujočimi dolgovi. Niz spopadov med njimi in vladajočimi patriciji v letih 495 in 494 pr. n. št. je plebejce pripeljal na rob upora. Govorilo se je celo o umoru konzulov. Namesto tega so plebejci po nasvetu Lucija Sicinija Veluta množično odšli iz Rima na Mons Sacer (Sveta gora), hrib zunaj Rima. Senat je k njim kot svojega odposlanca poslal Agripo Menenija Lanata, nekdanjega konzula, ki je bil plebejcem zelo všeč. Menenij je bil lepo sprejet in je povedal basen o trebuhu in udih ter primerjal plebejce z udi, ki so se odločili, da ne bodo podpirali trebuha. Zato so oboji stradali. Pojasnil jim je, da brez usklajenega sodelovanja patricijev in plebejcev Rim ne bo preživel.
Plebejci so pristali na pogajanja za vrnitev v mesto. Njihov pogoj je bil, da se za njihove zastopnike imenuje posebne tribune, ki jih bodo zaščiti pred samovoljo konzulov. Na položaj plebejskega tribuna ni mogel biti pod nobenim pogojem izvoljen nihče iz senatorskega razreda. Tribuni bi morali biti nedotakljivi. Vsak, ki bi položil roko nanje, bi moral biti izobčen, plebejci pa bi ga lahko ubili brez kazni. Senat se je z njihovimi pogoji strinjal in plebejci so se vrnili v mesto. Prva ljudska tribuna sta bila Lucij Albinij Paterkul in Gaj Licinij, izvoljena za leto  493 pr. n. št. Kmalu zatem so tribuni sami za svoje kolege imenovali Sicinija in nekaj drugih.
Sodobni viri kažejo, da je bilo prvotno število tribunov dva ali pet. Kolegij plebejskih tribunov je bil leta 470 pr. n. št. uradno povečan na pet in leta 457 pr. n. št. na deset članov. Njihovo število se zatem celo rimsko zgodovino ni spremenilo. Tribunom sta pomagala dva plebejska edila. Tudi na ta položaja so bili lahko izvoljeni samo plebejci z najmanj dvema izjemama.

## Pooblastila plebejski tribunov
Plebejske tribune so včasih imenovali tudi plebejski magistrati, čeprav tehnično to niso bili, ker jih je izvolila samo plebejska skupščina, delovali pa so zelo podobno. Tribuni so lahko sklicali concilium plebis (svet plebejcev), ki je imel pravico sprejemati zakone, ki so zadevali samo plebejce (plebiscita), in od leta 493 pr. n. št. voliti plebejske tribune in edile. Do 3. stoletja pr. n. št. so imeli plebejski tribuni tudi pravico sklicati senat in tam vlagati svoje predloge.
Ius intercessionis (pravica do posredovanja), imenovan tudi intercessio, je tribunom omogočal, da so lahko v imenu plebejcev vložili veto na dejanja magistratov, kar je bilo edinstveno v rimski zgodovini. Ker tehnično niso bili magistrati in zato niso imeli maior potestas, so se za preprečevanje dejanj, neugodnih za plebejce, zanašali na svojo nedotakljivost. Biti nedotakljiv (svet) je pomenilo, da tribuna nihče ni smel napasti ali se vmešavati v njihove dejavnosti. To ali neupoštevanje tribunovega veta je bilo kaznovano s smrtjo. Tribuni so lahko tudi sami odredili smrt oseb, ki so kršile njihovo svetost. Svetost jih je naredila tudi neodvisne od vseh magistratov, saj noben magistrat ni mogel izreči veta na dejanje tribuna. Pravico do veta je imel samo diktator ali morda interrex.
Tribuni so lahko vložili veto tudi na odloćitve rimskega senata. Tribun Tiberij Sempronij Grakh je leta 133 pr. n. št. vložil veto na vse vladne funkcije, ko je senat skušal blokirati njegove agrarne reforme z vetom drugega tribuna.
Plebejski tribuni so imeli pravico do provokacije  (provocatio ad populum), predhodnice sodobne pravice habeas corpus. To je državljanu dajalo pravico, da se je na dejanja magistrata pritožil z vzklikom "Appello tribunos!" (apeliram na tribune) ali "Provoco ad populum!" (pozivam ljudi). Po provokaciji je moral eden od tribunov oceniti stanje in zakonitost ravnanja magistrata. Vsako dejanje, storjeno v nasprotju s to pravico, je bilo na prvi pogled nezakonito. Pravica do provokacije je dala plebejskemu tribunu moč, da je zaščitil posameznika pred sporno rabo državne oblasti, in ljudem stopnjo svobode, brez primere v antičnem svetu. Če se je tribun odločil ukrepati, je je izkoristil svojo ius intercessionis (pravica do posredovanja).

## Zgodovina

### Tribuni v konfliktih med družbenima razredoma
Leta 471 pr. n. št. je lex  publitia prenesel volitve plebejskih tribunov s comitiae curiatae na comitio tributo in odstranil vpliv patricijev na njihovo izvolitev.
Leta 462 pr. n. št. je tribun Gaj Terencilij Arsa trdil, da je konzularna vlada postala še bolj zatiralska kot prejšnja monarhija. Pozval je k sprejetju zakona o imenovanju petih komisarjev, ki bodo opredelili in omejili pooblastila konzulov. Zaradi vojne in kuge je bilo vprašanje odloženo za pet spornih let, pri čemer je bil vsako leto izvoljen isti kolegij tribunov. Leta 457 pr. n. št. je senat v upanju, da bo privržencem zakona odvzel zagon, privolil v povečanje števila tribunov na deset pod pogojem, da noben tribun iz prejšnjih let ne bo ponovno izvoljen.
Novi tribuni so v nasprotju s pričakovanji vztrajali na sprejetju Terencilijevega zakona, dokler ni senat leta 454 pr. n. št. pristal na imenovanje treh komisijonarjev, ki naj bi preučili grške zakone in institucije in pomagali rešiti spor med družbenima razredoma. Po njihovi vrnitvi iz Grčije so se senat in tribuni strinjali z imenovanjem komisije desetih mož, znanih or decemviri, ki bo za eno leto zamenjala letne magistrate in kodificirala rimsko pravo. Tribunat je bil v tem času suspendiran. Ko je bil za leto 450 pr. n. št. imenovan drugi kolegij decemvirov, je naslednje leto protizakonito obdržal svoj položaj. Njihovo dejanje je ljudstvo štelo za zlorabo pooblastil. Decemvirat je bil razpuščen, namesto njega pa je bil ponovno uveden tribunat skupaj z letnimi magistrati.
Med zakoni, ki so jih kodificirali decemviri, je bila prepoved sklepanja zakonskih zvez med patriciji in plebejci. Leta 449 pr. n. št. so bili kodificirani tudi Zakoni dvanajstih tabel, konzulat sam pa je bil za plebejce zaprt. Stanje se je še poslabšalo leta 448 pr. n. št., ko sta bila na dve prosti mesti v tribunatu kooprirana dva patricija, čeprav so bila njuna stališča zmerna in je bilo leto njunega mandata mirno. Da bi preprečili prihodnje poskuse patricijev, da bi vplivali na izbor tribunov, je Lucij Trebonij Asper razglasil zakon, ki je tribunom prepovedal kooptiranje svojih kolegov in zahteval, da se njihove volitve nadaljujejo, dokler niso zapolnjena vsa mesta. Odnosi med družbenima razredoma so se poslabšali, dokler niso leta 445 pr. n. št. tribuni pod vodstvom Gaja Kanuleja uveljavili zakona, ki je dovoljeval poroke patricijev in plebejcev ter dovolil, da je eden od konzulov plebejec.
Namesto da bi dovolil izvolitev plebejskega konzula, se je senat odločil za izvolitev vojaških tribunov s konzularno oblastjo, ki so lahko bili izvoljeni iz katerega koli družbenega razreda. Kompromis je sprva zadovoljil plebejce, v praksi pa so bili za vojaške tribune izvoljeni le patriciji. Redne volitve vojaških tribunov na mesto konzulov so plebejcem preprečile prevzem najvišjih državnih funkcij do leta 400 pr. n. št., ko so bili štirje od šestih vojaških tribunov plebejci. Plebejski vojaški tribuni so služili v letih 399, 396, 383 in 379 pr. n. št., v vseh drugih letih med letoma 444 in 376 pr. n. št. pa so bili vsi konzuli in vojaški tribuni s konzularno oblastjo patriciji.
Leta 376 sta plebejska tribuna Gaj Licinij Kalv Stolo in Lucij Sekstij Lateran začela uporabljala pravico veta, da bi preprečila volitve letnih magistratov. Že izvoljeni magistrati so opravljali svoje funkcije še naslednja leta in do te mere razočarali patricije, da so kljub izvolitvi patricijskih vojaških tribunov za leta 371 do 367 pr. n. št. končno popustili in pristali na Licinijeve in Sekstijeve zakone. Po the zakonih so bili odpravljeni vojaški tribuni s konzularno oblastjo, eden od vsako leto izvoljenih konzulov pa naj bi bil plebejec. Čeprav je bil zakon občasno kršen z izvolitvijo dveh patricijskih konzulov, je bil sam Sekstij izvoljen za konzula leta 366 pr. n. št., Licinij pa leta 364 pr. n. št. Plebejski tribuni so končno razbili patricijski monopol nad najvišjimi magistrati v državi.
Po njuni zmagi leta 367 pr. n. št. so plebejski tribuni ostali pomemben nadzor nad močjo senata in letnih magistratov. Leta 287 pr. n. št. je senat uradno priznal plebiscita  kot zavezujoče zakone. Od leta 149 pr. n. št. so možje, izvoljeni v tribunat, samodejno vstopili tudi v senat.

## Erozija tribunske moči ob koncu republike
Leta 81 pr. n. št. je diktator Sula, ki je v tribunatu videl grožnjo svoji oblasti, tribunom odvzel pooblastila za sprejemanje zakonov in veta na dejanja senata. Nekdanjim tribunom je prepovedal opravljati kakršno koli drugo funkcijo, s čimer je preprečil uporabo tribunata kot odskočne deske do višjih funkcij. Tribuni so ohranili pooblastila za posredovanje v imenu posameznih državljanov, večina njihove avtoritete pa je bila s Sulovimi reformami izgubljena. Nekdanji tribuni so bili od leta 75 pr. n. št. ponovno sprejeti med letne magistrate, tribunsko oblast pa sta leta 70 pr. n. št. v celoti obnovila konzula Gnej Pompej Magn in Mark Licinij Kras.
Dostojanstvo tribunata je bilo dodatno okrnjeno leta 59 pr. n. št., ko je patricija Publija Klodija Pulhra, ki je želel obdržati tribunsko oblast, posvojila plebejska mladina. Odpovedal se je statusu patricija, da bi bil izvoljen za tribuna za naslednje leto. Čeprav je bil postopek v tistem času nezaslišan, se je nadaljeval. Klodij je začel izvajati zakonski program, zasnovan za prepoved delovanja njegovih političnih nasprotnikov in zaplembo njihovega premoženja, hkrati pa je s svojimi dejanji pridobil precejšnjo korist.
Leta 48 pr. n. št. je senat podelil tribunicia potestas (tribunsko oblast) diktatorju Gaju Juliju Cezarju, ki kot patricij ni mogel biti izvoljen za enega od tribunov. Ko sta dva izmed izvoljenih tribunov poskušala ovirati njegova dejanja, ju je Cezar dal obtožiti in odpeljati pred senat, kjer so jim odvzeli pooblastila. Cezar se ni nikoli več soočil z nasprotovanjem tribunov in obdržal tribunsko oblast do svoje smrti leta 44 pr. n. št.
Leta 23 pr. n. št. je senat podelil tribunsko oblast Cezarjevemu nečaku Oktavijanu, kasnejšemu cesarju Avgustu. Od tega trenutka je tribunicia potestas postala predpogoj za cesarje, od katerih jo je večina prejela od senata ob prevzemu prestola. Nekateri so jo prejeli že med vladanjem svojih predhodnikov. V teh primerih je bila podelitev tribunske oblasti sredstvo za določitev favoriziranega člana cesarskega dvora za cesarjevega načrtovanega naslednika. Tribunsko oblast so na ta način dobili  Agripa, Druz mlajši, Tiberij, Tit Flavij, Trajan in Mark Avrelij. Z rednim prevzemom tribunske oblasti s strani cesarjev in njihovih dedičev je starodavna oblast tribunov izginila.
Funkcija plebejskega tribuna je obstajala tudi v cesarskih časih vsaj do 3. stoletja n. št., vendar je bila njena neodvisnost in večina praktičnih funkcij izgubljena. Skupaj z edilstvom je bila korak v politični karieri številnih plebejcev, ki so želeli sedeti v senatu. Obstajajo dokazi, da je tribunat obstajal vse do 5. stoletja n. št.